# 述律皇后
淳欽述律皇后（じゅんきんじゅつりつこうごう）は、遼（契丹）の太祖耶律阿保機の皇后。諱は平。小字は月里朶。地皇后・応天皇后ともいう。

## 経歴
回鶻の糯思の玄孫娘。婆姑梅里と耶律勻徳実の娘のあいだの娘として契丹右大部に生まれた。太祖元年（907年）、阿保機が即位して天皇帝を称す（第1次即位）と、地皇后の尊号を受けた。神冊元年（916年）、阿保機が大聖大明天皇帝と尊称する（第2次即位）と、皇后は応天大明地皇后の尊号を加えられた。阿保機がゴビ砂漠を越えて党項に遠征したとき、黄頭と臭泊の2室韋が虚をついて契丹本部を襲撃してきた。皇后はこれを察知すると、留守の兵を率いて迎え撃ち、2室韋を撃破して名をとどろかせた。
晋王李存勗が契丹の救援を求めたとき、皇后のことを叔母と称して臣事した。また幽州の劉守光が韓延徽を派遣して救援を求めたことがあったが、韓延徽が拝礼しなかったので、阿保機は怒って韓延徽を抑留し、馬飼いをやらせた。皇后は「節を守って屈しないのは賢者です。ぜひ礼遇して任用なさい」と言った。そこで阿保機が延徽を召し出して語りあったところ、気に入って謀主とした。呉の徐知誥が水をかけるとますます燃えさかるという猛火油を阿保機に献上したことがあった。これを受けて、阿保機は3万騎を選抜して幽州を攻撃しようとした。皇后は「油を試すために人の国を攻める者がいるでしょうか」と諫めて取りやめさせた。阿保機が渤海国を攻撃するにあたっても、皇后は計略を献じた。
天顕元年（926年）7月、阿保機が死去すると、皇后は称制し、契丹の軍事と国政を掌握した。天顕2年（927年）8月、葬儀において殉死しようとしたが、親戚や百官たちが強く諫めたので、皇后は右腕を断って柩に納めた。11月、太宗が即位すると、皇太后に立てられた。会同元年（938年）11月、広徳至仁昭烈崇簡応天皇太后の尊号を受けた。
かつて阿保機は「堯骨（太宗）が必ずや我が家を興さん」と言ったことがあり、皇后は皇太子耶律突欲を忌避していたので、阿保機は突欲を東丹王に冊立した。阿保機が死去して、太宗が即位すると、東丹王突欲は後唐に亡命した。太后は末子の耶律李胡を後継者にしようと考えていた。大同元年（947年）4月、太宗が死去し、世宗が鎮陽で即位すると、太后は怒って、李胡に軍を率いて迎え撃たせた。6月、李胡は世宗の軍に敗戦した。7月、太后は自ら軍を率いて赴き、潢河の渡しで世宗の軍と対峙したが、耶律屋質の諫言を容れて撤兵した。後に祖州に身柄を移された。
応暦3年6月丁卯（953年8月1日）、崩御。享年は75。祖陵に合葬され、諡は貞烈といった。重熙21年（1052年）、淳欽皇后と改諡された。

## 伝記資料
- 『遼史』巻71 列伝第1
- 『契丹国志』巻13